# Phaludia
Phaludia là một chi bướm đêm thuộc họ Geometridae.